# Гаич, Зоран
Зоран Гаич (серб. Зоран Гајић / Zoran Gajić; род. 28 декабря 1958, Панчево, Воеводина) — югославский и сербский волейбольный тренер, бывший главный тренер сборных Югославии и России. Чемпион Олимпийских игр 2000, чемпион Европы 2001.
Гаич приводил мужскую сборную Югославии к победе на Олимпийских играх в Сиднее-2000, а также к «бронзе» в Атланте-1996.
Также он два года (2005—2007) возглавлял сборную России, которая за это время выиграла Евролигу-2005, завоевала «серебро» чемпионата Европы-2005, «бронзу» Мировой лиги-2006 и заняла 7-е место на чемпионате мира-2007.
На клубном уровне специалист работал с одинцовской «Искрой» и уфимским «Уралом». «Искра» при Гаиче дважды становилась серебряным призёром чемпионата России, и завоевала «бронзу» Лиги чемпионов-2009. «Урал» занимал 9-е и 11-е места в чемпионатах России.
С 2016 года Гаич был президентом сербской федерации волейбола. 26 октября 2022 года стал министром спорта Сербии.

## Карьера
- 2011—2012 «Рабита» (Азербайджан)
- 2009—2011 «Урал» (Россия)
- 2007—2009 «Искра» (Россия)
- 2005—2007 Сборная России
- «Арчелик» (Турция)
- «Олимпиакос» (Греция)
- 1995—2002 Сборная Югославии
- «Арис» (Греция)
- «Войводина» Нови-Сад (Югославия)
- «Младость» Омолица (Югославия)

## Достижения
Женские волейбольные клубы
- 2012 Чемпион Азербайджана
- 2011 Чемпион мира среди клубов

Мужские волейбольные клубы
- 2009 Бронза Лиги чемпионов (Искра)
- 2003 Золото чемпионата Турции
- Чемпион Греции 1999 и 2000
- Чемпион Югославии 1987, 1988, 1992 и 1993

Со сборной Югославии
- 2002 Бронза Мировой лиги
- 2001 Чемпион Европы
- 2000 золото Олимпиады

Со сборной России
- 2006 Бронза Мировой лиги
- 2005 Серебро Евролиги